# Шалатейн
Шалатейн (араб. وشلاتين‎; Шалатин, Shalatin, Bir Shalatin, Alshalateen, Shalateen, Shatatein) — небольшой египетский прибрежный город, расположенный на юге провинции Красное море, райцентр. Находится на неоспариваемой территории Египта, но граница Халаибского треугольника идёт буквально вдоль последней (южной) его улицы.

## Новейшая история
В 1990-е гг. Шалатейн был де-факто прифронтовой территорией, поскольку в Халаибском треугольнике происходили стычки между двумя армиями — Египта и Судана. В то время Шалатейн и земли рядом с ним были закрыты для иностранцев. В 2000 году Судан вывел свои вооружённые силы из треугольника и силовая фаза конфликта была завершена. В 2005 году правительство Египта сочло возможным отменить пермиты для иностранных туристов в Шалатейн (с сохранением их на сам треугольник), таким образом в настоящее время город доступен для россиян.

## Планировка города
Город разбит на три района, расположенных относительно обособленно: современные жилые кварталы, порт и старый город с верблюжьим рынком. Современные жилые кварталы имеют свободную планировку с большим расстоянием между домами, во многих местах можно увидеть надписи не только по-арабски, но и по-английски. Порт с несколькими десятками рыбацких шлюпок расположен приблизительно в 3 км от современных жилых кварталов. В другой стороне от жилых кварталов — старый город с верблюжьим рынком.
В городе имеется администрация района (марказе), несколько мечетей, полиция, недавно открытый офис министерства туризма, почта, два отеля, несколько кафе, АЗС.

## Верблюжий рынок
Поскольку туристский сектор в Шалатейне только-только начинает проявляться, основным занятием горожан, кроме рыболовства, является торговля верблюдами-дромедарами. Такая торговля существовала в этом городе столетиями. Верблюды перегоняются из соседнего Судана, а также Эритреи. Два местных племени бедуинов — Bisharin и Ababda (всего около 300 семей) по согласованию с Суданом сейчас пропускаются через границу чуть южней Шалатейна, и только они могут пересечь границу там. Символ торговца верблюдами: аутентичная плеть и изогнутый нож.
Верблюды всё реже и реже движутся своим ходом, и всё чаще их везут на грузовиках в сильно утрамбованном виде. В основном верблюды покупаются на мясо. На рынке животные располагаются на открытом воздухе с привязанной одной передней ногой, чтобы не убежали. Верблюжий рынок в Шалатине — крупнейший в Египте: в пик сезона здесь совершаются сделки на 1000 голов ежедневно. Рынок работает ежедневно с восхода солнца, но по пятницам — только с полудня.

## Другие отрасли экономики
Правительство провинции Красного моря помогает жителям Шалатейна. За последние годы на государственные деньги здесь было построено 500 домов и работают три новых электрогенератора. За государственный счёт происходит обучение населения города.
Туризм находится в зачаточном состоянии. На верблюжьем рынке работало только два павильона по продаже сувениров для туристов, при этом продавцы крайне плохо объясняются по-английски. Местные жители пока не привыкли к туристам, поэтому при желании сфотографироваться с ними следует обязательно спросить разрешение, даже у мужчин. Публичное употребление алкоголя, запрещённое исламскими законами, может навлечь на туриста неприятности.

## Транспорт
Через Шалатейн ежедневно проходит 5 пар автобусов линии Марса-Алам — Халаиб.